# Georges Auguste Dethan
Georges Auguste Henri Dethan né le 3 octobre 1868 à Paris 10e et décédé le 5 octobre 1945 à Paris 17e, est un pharmacien et un directeur de laboratoire pharmaceutique français.

## Biographie
Pharmacien de 1re classe, lauréat de l'École de pharmacie de Paris en 1895 (prix Ménier), Georges Auguste Dethan épouse, en février 1900, la pastelliste et peintre Marie-Thérèse Roullet qui signera désormais ses œuvres Marie-Thérèse Dethan-Roullet. C'est lui qui rédigera la longue préface consacrée au recueil de dessins de sa femme : Impressions d'Honfleur, publié en 1935 à la Librairie Guerlet.
Il publie, en 1897, chez Maloine Des acanthacées médicinales. Il publia également pendant une trentaine d'années des Notes de médecine (paraissant deux fois par an).
Parallèlement à ses activités scientifiques et littéraires, il hérita du laboratoire pharmaceutique (Laboratoire Dethan) de son oncle Adhémar Dethan (1828-1902) dont il étendit les activités jusqu'en Amérique du Sud (Brésil, Colombie et Venezuela) en développant surtout les ventes de l'Eurythmine Dethan. Il avait également hérité du prieuré de Chérence dans le Vexin qu'il avait fait entièrement restaurer et dont une partie était occupé par l'atelier de peinture de sa femme.